# Бейла Горті
Бейла Горті (угор. Horthy Béla; 4 лютого 1869, Косонь — 10 лютого 1943, Будапешт) — угорський художник, один із перших художників у колонії художників Надьбаня.

## Діяльність
Спочатку він вивчав право, потім вивчав малювання та живопис у Шімона Голоші в Мюнхені та Бая-Маре. Будучи членом колонії художників Надьбаня, він писав пейзажі та картини життя. Також він працював як скульптур. Працював у Бая-Маре в 1897–98 та 1901 роках. У період між 1905 і 1910 роками він був депутатом парламенту у Партії Незалежності. Після повалення Радянської Республіки його засудили до 4 місяців ув'язнення. Він ніколи не припиняв малювати, створив багато образних композицій у стилі художників Надьбані, мав хороші здібності до створення композицій. Помер у Будапешті під час Другої світової війни.

## Творчість
- Búcsú
- Lópatkolás
- Őszi napsugár
- Felolvasás (olaj, vászon, 120x160 cm)
- Menyecske (1942; olaj, rétegelt lemez, 61 x 41 cm)
- Járőrök a Hargitán (olaj, vászon, 64x90 cm)
- Bevonuló huszárok (olaj, vászon, 124x180 cm)
- Férfi képmás (1942; olaj, vászon; 54X40 cm)
- Ádám és Éva (1942; olaj, vászon, 115x140 cm)
- Ülő nő (1942; olaj, vászon, 60x42 cm)
- Napraforgók (1942; olaj, vászon, 62x48 cm)
- Négyesfogat (1942; olaj, vászon, 113x140 cm)
- Pásztorok imádása (1942; olaj, vászon, 118x154 cm)